# Paradistichodus dimidiatus
Paradistichodus
Genre
Genre
Paradistichodus dimidiatus, unique représentant du genre Paradistichodus, est une espèce de poissons d'eau douce téléostéens de la famille des Distichodontidae.

## Répartition
Paradistichodus dimidiatus au Burkina Faso, au Cameroun, en Gambie, au Ghana, en Guinée-Bissau, en Guinée, au Mali, au Niger, au Nigeria, en République centrafricaine, au Sénégal et au Tchad.

## Description
Paradistichodus dimidiatus peut mesurer jusqu'à 76 mm de longueur totale et pour un poids maximal enregistré de 3 g.

## Systématique
L'espèce Paradistichodus dimidiatus a été décrite pour la première fois en 1904 par le zoologiste français Jacques Pellegrin (1873-1944) sous le protonyme Nannocharax dimidiatus,.
En 1922, ce même auteur, crée le genre Paradistichodus et renomme l'espèce sous son taxon actuel, Paradistichodus dimidiatus (Pellegrin, 1904),. Parallèlement il décrit une nouvelle espèce, Paradistichodus elegans, qui s'avérera être un synonyme de Paradistichodus dimidiatus.
Paradistichodus dimidiatus a pour synonymes :
- Distichodus ansorgii Boulenger, 1911
- Nannocharax dimidiatus Pellegrin, 1904
- Paradistichodus dimidiatus elegans Pellegrin, 1922
- Paradistichodus elegans Pellegrin, 1922

## Étymologie
Le nom générique, Paradistichodus, composé du grec ancien παρά, pará, « à côté de, auprès de », et du genre Distichodus, fait référence à la proximité de ces deux genres où le genre Paradistichodus serait une version naine de Distichodus.
L'épithète spécifique, du latin dimidiatus, « divisé en deux », fait référence à la large bande longitudinale sombre qui divise le corps en deux parties égales.

## Publications originales
- Genre Paradistichodus :
  - Jacques Pellegrin, « Poissons de l'Oubanghi-Chari recueillis par M. Baudon. Description d'un genre, de cinq espèces et d'une variété », Bulletin de la Société zoologique de France, Paris, Société zoologique de France, vol. 47,‎ 1922, p. 64–76 (ISSN 0037-962X et 2540-329X, OCLC 1715809, DOI 10.5962/BHL.PART.3465, lire en ligne).
- Espèce Paradistichodus dimidiatus, sous le taxon Nannocharax dimidiatus :
  - Jacques Pellegrin, « Characinidés nouveaux de la Casamance », Bulletin du Muséum d'histoire naturelle, Paris, IN  Groupe, vol. 10, no 5,‎ 1904, p. 218-221 (ISSN 0027-4070 et 2419-6452, OCLC 57046216, BNF 34348915, lire en ligne).